# Christian Alexander Oedtl
Christian Alexander Oedtl (né en 1661 dans le Tyrol, mort le 6 janvier 1737) est un architecte et maître d'œuvre autrichien.

## Biographie
Oedtl est maître d'œuvre impérial à Vienne. En 1699, il participe à la planification du palais Kaunitz à Vienne. Au début du XVIIIe siècle, il est l'un des plus grands entrepreneurs en construction de Vienne et travaille avec Johann Bernhard Fischer von Erlach et Lukas von Hildebrandt. Entre autres choses, il dirige la reconstruction du château de Trautmannsdorf (de), y compris l'installation de la chapelle du château. Plus tard, Oedtl fournit ses propres plans de construction.
Mandaté par le prince Dietrichstein, il dessine en 1719 les plans de la reconstruction du château de Nikolsburg (de) incendié. Les ailes sud et ouest de trois étages ainsi que l'escalier extérieur menant au manège sont construits. Oedtl construit l'Alserkirche (de) à Vienne selon les plans de Matthias Steinl (en). Il dirige la construction de l'église paroissiale de Laxenbourg sur un projet de Johann Wieser (de).
Oedtl est également considéré comme l'architecte du palais Windisch-Graetz, construit vers 1703 dans la Renngasse de Vienne.
Entre 1750 et 1760, le château de Prštice est réaménagé dans un style baroque selon les plans d'Oedtl. Avec Jakob Prandtauer, Oedtl élabore les plans de la Prandtauer-Hof à Vienne.
Oedtl laisse une liste de ses œuvres, construites entre 1683 et 1726, qui se trouvent principalement en Basse-Autriche.

## Œuvres
- 1692 : Palais Harrach, Vienne

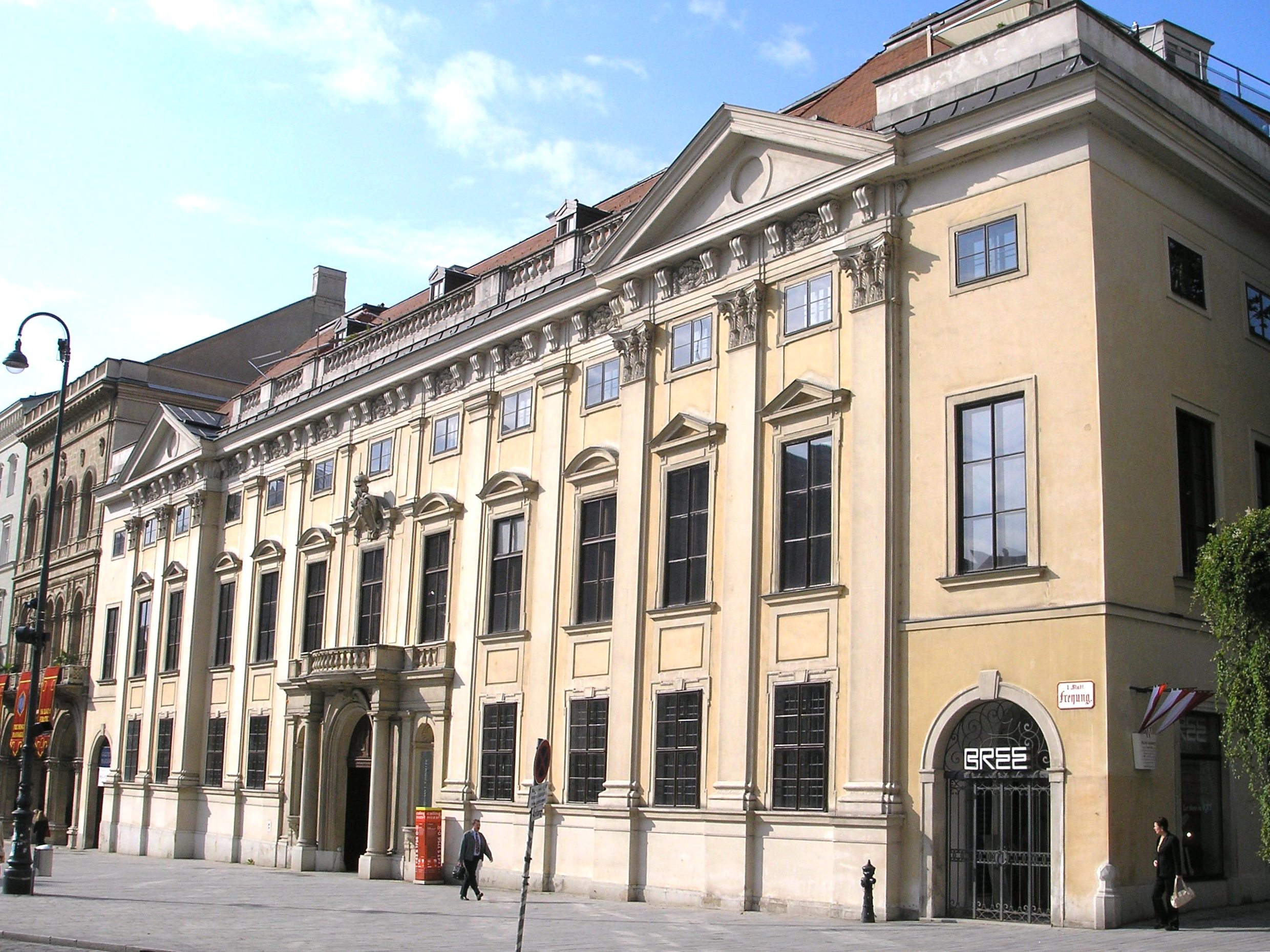
Le palais Harrach

- 1698 : Palais Dietrichstein à Laxenbourg (Grünne Haus)
- 1702-1703 : Palais Windisch-Graetz, Vienne
- 1712 : Palais Trautson, Vienne, d'après les plans de Johann Bernhard Fischer von Erlach
- 1713–1720 : Réaménagement du château de Marchegg
- 1717-1719 : Geheime Hofkanzlei, Vienne, d'après les plans de Lukas von Hildebrandt
- 1718 : Palais Batthyány, Vienne
- 1719-1730 : Reconstruction du château de Nikolsburg
- 1721 : Église Mariae Heimsuchung de Lechovice
- 1722-1724 : Reconstruction du château d'Eckartsau et construction de la chapelle du château

## Source de traduction
1. ↑  (en) Wolfgang Kraus, Peter Müller, Palaces of Vienna, Vendome Press, 1993, 239 p. (ISBN 9780865651326, lire en ligne), p. 54
2. ↑  (en) « History », sur palaiswindischgraetz.com (consulté le 23 juin 2021)

- (de) Cet article est partiellement ou en totalité issu de l’article de Wikipédia en allemand intitulé « Christian Alexander Oedtl » (voir la liste des auteurs).